# 징안역
경안역(중국어 정체자: 景安站, 한자음: 경안참)은 대만 신베이시 중화구에 있는 타이베이 운운 중화신루선과 환상선의 역. 역번호는 중화신요선이 O02, 환상선이 Y11.

## 역 구조
중화신요선은 단식 홈 2면 2선 지하역. 지하 4층과 지하 6층에 각각 1면 1선씩 있다. 출입구는 1개소.
환상선은 경안로와의 교차점 동쪽에 위치해 상대식 홈 2면 2선을 갖춘 고가역. 풀 스크린 타입의 홈 도어 설치 역.

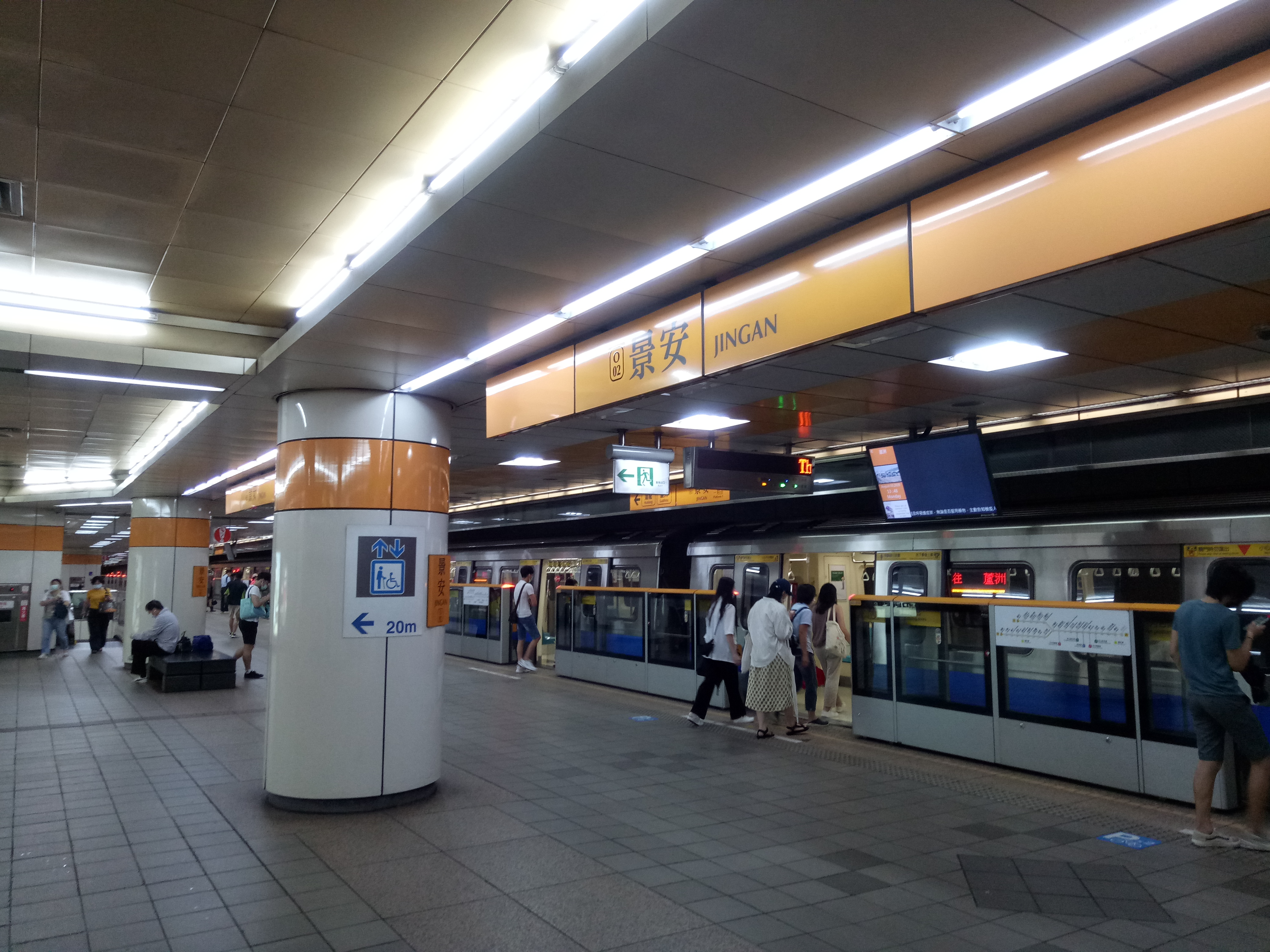
중허신루선 승강장
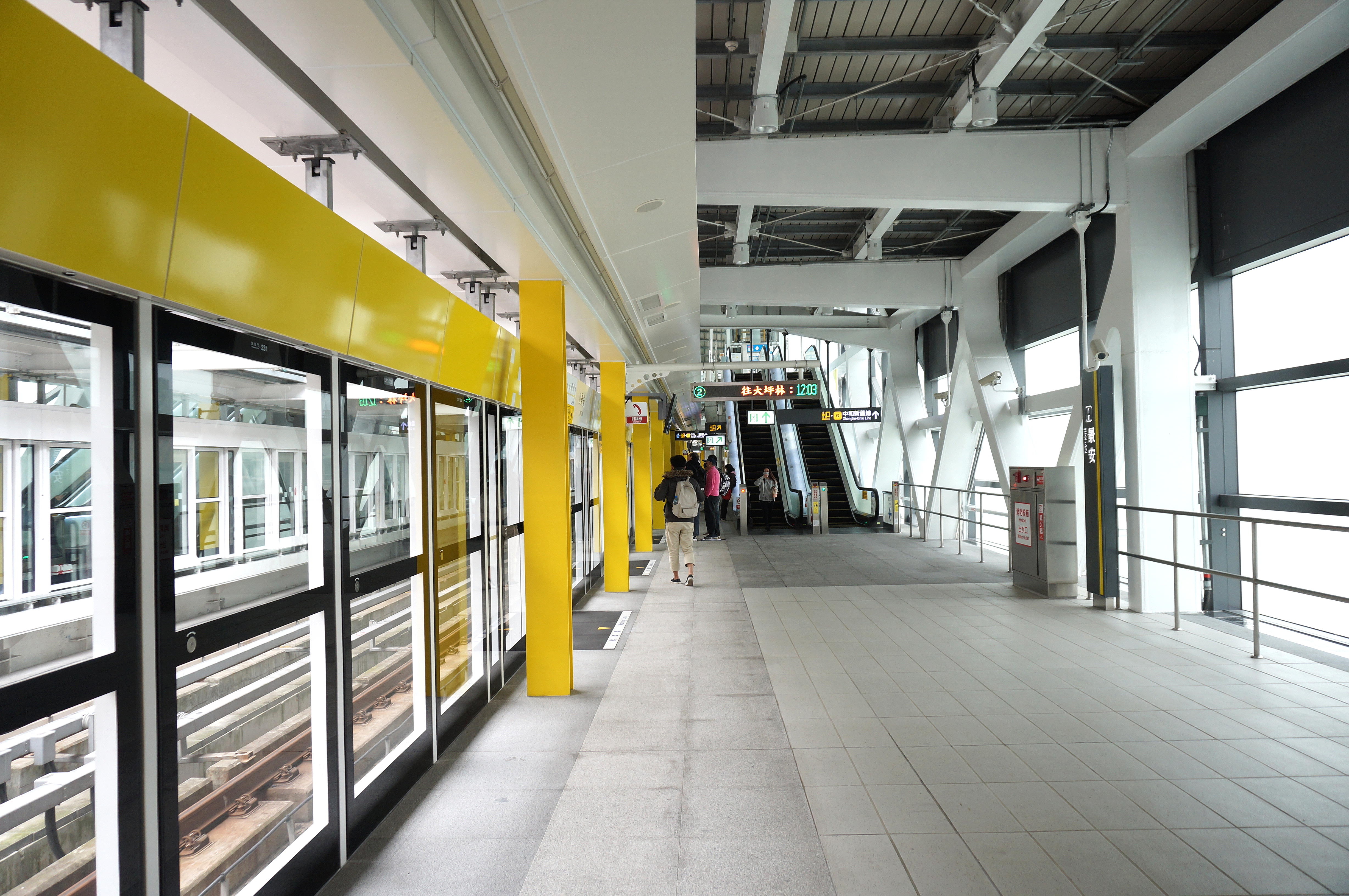
환상선 승강장

| L6 | 연락 통로층 와선 다리                            | 연락 통로층 와선 다리                            |
| L5 | 상대식 홈 오른쪽 도어 열기                       | 상대식 홈 오른쪽 도어 열기                       |
| L5 | 1번선 ←환상선 반차오·신베이산업단지 방면         |                                                  |
| L5 | 2번선 → 환상선 다핑링 방면→                      |                                                  |
| L5 | 상대식 홈 오른쪽 도어 열기                       |                                                  |
| L3 | 환상선·중허신루선 연락                           | 환상선·중허신루선 연락                           |
| L1 | 출입구, 콩코스, 안내소, 자동 발매기, 자동 개찰기 | 출입구, 콩코스, 안내소, 자동 발매기, 자동 개찰기 |
| B3 | 지하 통로                                        | 지하 통로                                        |
| B4 | 1번선                                            | ←중허신루선 후이룽・루저우 방면                  |
| B4 | 단식 홈 왼쪽 도어 열기                           |                                                  |
| B6 | 2번선                                            | →중허신루선 난스자오 방면                        |
| B6 | 단식 홈 오른쪽 문 열기                           |                                                  |

- 중허신루선 승강장
- 환상선 승강장

## 옆 역

### 타이베이 첩운
| 이전 역   | 당역   | 다음 역  |
| --------- | ------ | -------- |
| 융안 시장 | 징안역 | 난스자오 |

| 이전 역 | 당역   | 다음 역 |
| ------- | ------ | ------- |
| 징핑    | 징안역 | 중허    |